# Phlegra cinereofasciata
Phlegra cinereofasciata är en spindelart som först beskrevs av Simon 1868.  Phlegra cinereofasciata ingår i släktet Phlegra och familjen hoppspindlar. Inga underarter finns listade i Catalogue of Life.